# St. Martini (Berka)

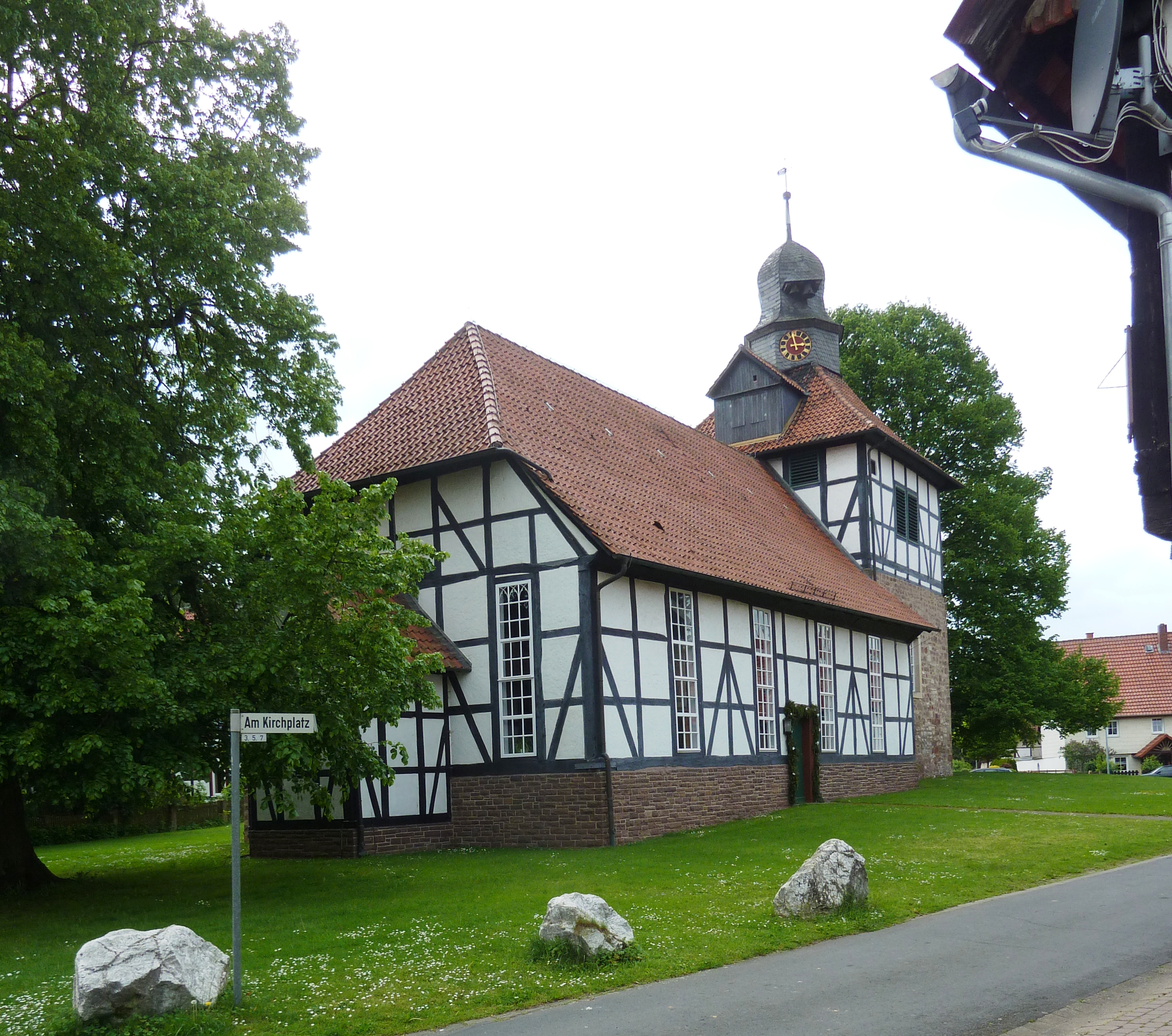
St. Martini

Die evangelisch-lutherische, denkmalgeschützte Fachwerkkirche St. Martini steht in Berka, einem Ortsteil der Gemeinde Katlenburg-Lindau im Landkreis Northeim von Niedersachsen. Die Kirchengemeinde Berka hat sich mit den Kirchengemeinden Elvershausen-Marke und Hammenstedt zur Michaelis-Kirchengemeinde im Rhumetal zusammengeschlossen. Sie gehören zum Kirchenkreis Leine-Solling im Sprengel Hildesheim-Göttingen der Evangelisch-lutherischen Landeskirche Hannovers.

## Beschreibung
Schon um das Jahr 800 wurde an dem Platz der heutigen Kirche eine dem heiligen Martin geweihte Kirche gebaut. Die heutige spätbarocke Saalkirche mit der Sakristei im Osten wurde in den Jahren 1779–1784 anstelle des Vorgängergebäudes neu errichtet. Der Kirchturm im Westen wurde erstmals 1315 erwähnt und diente früher als Wehrturm. Das Kirchenschiff wurde auf einem Unterbau aus Natursteinmauerwerk in Holzfachwerk ausgeführt. Es ist bedeckt mit einem Satteldach, das im Osten abgewalmt ist. Auch der Turm besitzt ein Obergeschoss aus Fachwerk. Er ist bedeckt mit einem Pyramidendach, aus dem sich ein Dachreiter erhebt. Eine grundlegende Renovierung und Modernisierung der Kirche fand 1992 bis 1993 statt. Dabei wurden z. B. die ornamentalen Malereien der Empore aus der Zeit des Barock und der klassizistischen Kanzelaltarwand freigelegt, die gemeinsam mit dem mittelalterlichen Blockaltar den Innenraum prägen. Die Orgel aus dem Jahr 1852 baute August von Werder. Sie wurde 1996 umfassend restauriert.